# Fahrettin Genç
Fahrettin Genç (* 4. Februar 1953 in Bafra) ist ein türkischer Fußballtrainer.

## Trainerkarriere
Genç startete seine Trainerkarriere als Cheftrainer 1983 beim damaligen türkischen Erstligisten Samsunspor. Er übernahm den Verein damals für zwei Spiele interimsweise und wurde später drei weitere Male Interimstrainer. Er trainierte ab 1987 Adıyamanspor und Ünyespor und kehrte 1989 als ordentlicher Cheftrainer zu Samsunspor zurück. Zum Saisonende 1990/91 stieg mit dem damaligen Zweitligisten als Meister der TFF 1. Lig in die höchste türkische Spielklasse, in die Süper Lig, auf. Nach diesem Erfolg verließ er den Verein und trainierte mehrere Vereine der TFF 2. Lig und der TFF 1. Lig, schwerpunktmäßig aus der Schwarzmeerregion.
Ab Sommer 2010 war er beim damaligen Zweitligisten Güngören Belediyespor in verschiedenen Positionen beschäftigt. Zunächst trainierte er hier die Reservemannschaft und übernahm dann den Posten des Jugendkoordinators. Im Sommer 2011 wurde er Cheftrainer der Profimannschaft. Mit seinem Team gelang ihm kein guter Saisonstart, sodass der Verein zu Saisonbeginn auf die Abstiegsplätze rutschte und sich nicht wieder hocharbeiten konnte. Als Konsequenz verließ Genç den Verein im Oktober 2011.

## Erfolge
- Samsunspor:
  - Meister der TFF 1. Lig: 1990/91
  - Aufstieg in die Süper Lig: 1990/91